# Līgatne
Līgatne (németül: Ligat) kisváros Lettországban. A 2009-es közigazgatási reformig Lettország Cēsis járásához tartozott.

## Fekvése
Līgatne Lettország központi részén helyezkedik el, a Gauja jobb partján, Rigától 50 km-re északkeletre.

## Története
Līgatne a Gaujába torkolló Līgatne folyócska partján 1815-ben alapított papírgyár dolgozóinak telepéből alakult ki. Városi rangot csak Lettország függetlenné válását követően, 1993-ban kapott.

## Látnivalók
Līgatne legjelentősebb nevezetessége a Līgatnei természetvédelmi ösvény. A Gauja Nemzeti Park természeti értékeit bemutató tanösvény közvetlenül a papírgyár alatt, a Gauja bal partján indul.